# تاريخ الجزائر العسكري
التاريخ العسكري للجزائر، يغطي فترة زمنية طويلة ومتشابكة من الأحداث. يتفاعل مع عديد الأحداث العسكرية التي حدثت في المنطقة بغرض الاستقلال والاستقرار والقرصنة الجهاد البحري.

## نوميديا والحروب البونيقية

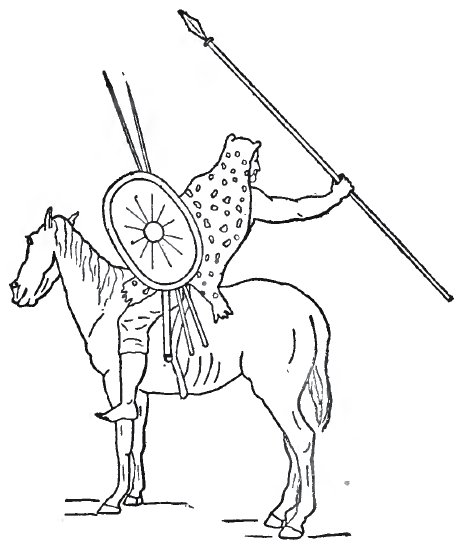
فارس نوميدي

تعتبر الحروب البونيقية سلسلة من الحروب التي جرت بين قرطاج وروما. وكانت المنطقة التي تعتبر الجزائر اليوم مأهولة بعدة ممالك أو كونفيدراليات قبلية من شعوب البربر، كانت تحت التأثير المباشر للقرطاجيين. استغل النوميديون هاته الحروب للتخلص من النفوذ القرطاجي وتأسيس دولة مستقلة مملكة نوميديا.
تمثلت مشاركتهم في الحرب من خلال الخيالة النوميد الذين قال عنهم المؤرخ الروماني ليفي «أفضل الخيالة في افريكا على الإطلاق»

## الحقبة الرومانية
بعد الحرب البونيقية الثالثة، وتدمير قرطاج، قام الروم بالاستعانة بالخيالة النوميد في رتب خاصة وبالخصوص كقوات احتياط ضمن قوات الفرسان في الجيش الروماني. خلال فترة الحكم الثلاثي الأول، استعمل قيصر الفرسان النوميديون مرة أخرى كقوات خيالة احتياطية عندما بدء حملته لغزو بلاد الغال في سنة 58 ق.م.

## الحقبةالونداليةوالبيزنطية
- حكمها الوندال مابين سنة 430 إلى 477 ميلادية،المملكة الوندالية من 429م إلى 534م، حرب فندالية (533-534م)، مملكة الطافا (429-708م)
- الإمبراطورية البيزنطية أو الإمبراطورية الرومانية الشرقية في الفترة بين 534 إلى 647م.

## العصور الوسطى

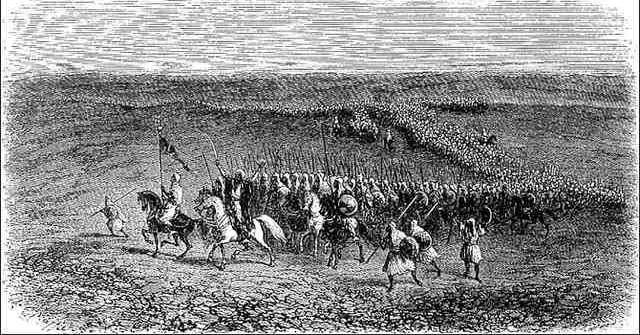
الجيش الجزائري في ضواحي وهران

## إيالة الجزائر

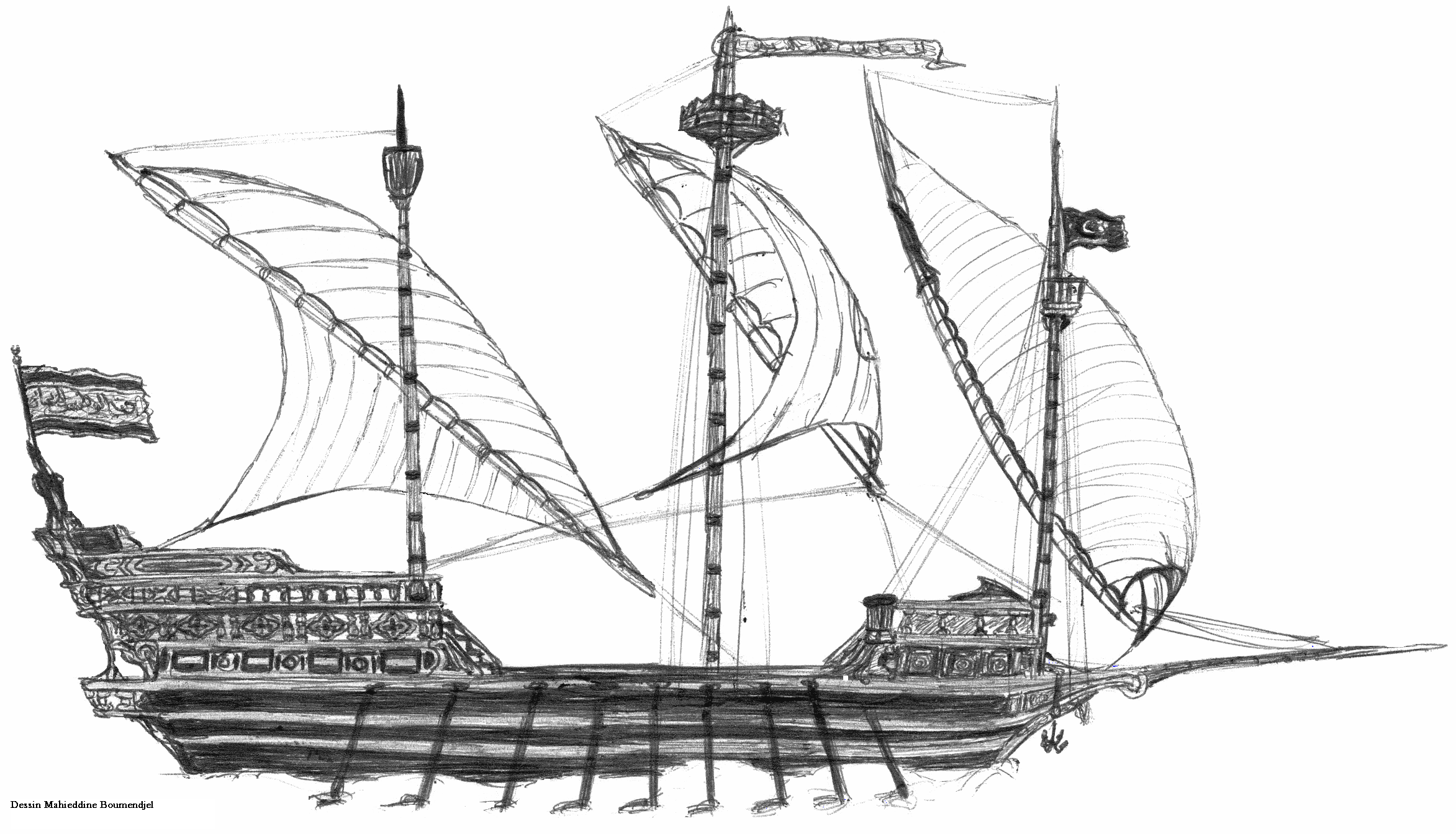
السفينة الحربية الجزائرية (الشباك)

حافظت الجزائر على صبغتها العسكرية حتى تكون على استعداد دائم لمواجهة الهجمات الأوروبية والمتكررة كان الجيش في الجزائر، مثل الجيش في الدولة العثمانية، قائما على قاعدتين هما: الجيش البري والجيش البحري، فالجيش البري كان يتمثل في دعامتين: الجيش النظامي المتمثل في فرق الأوجاق وفي مقدمتها الجيش الإنكشاري والجيش الاحتياطي غير النظامي، والمتمثل في قبائل المخزن والكراغلة وبعض الفرق الأهلية. بينما البحرية كانت تشكل جانبا هاما ومميزا في قوة الجزائر العسكرية. أنتج القرن السابع عشر تغيرات جذرية في المؤسسات السياسية والعسكرية لإيالة الجزائر، وهي التغيرات التي سيكون لها على المدى البعيد تأثيرات هامة على هرم السلطة في الجزائر. فقد استطاع الجيش من الهيمنة على الشؤون السياسية والعسكرية لإيالة طيلة العهد العثماني، ورافقت هذه السيطرة أن أصبحت المؤسسة العسكرية تعين وتعزل الحكام، مما نتج عنه صراع بين فرقة الانكشارية (الجيش البري) وطائفة الرياس (الجيش البحري).

## حروب البربر

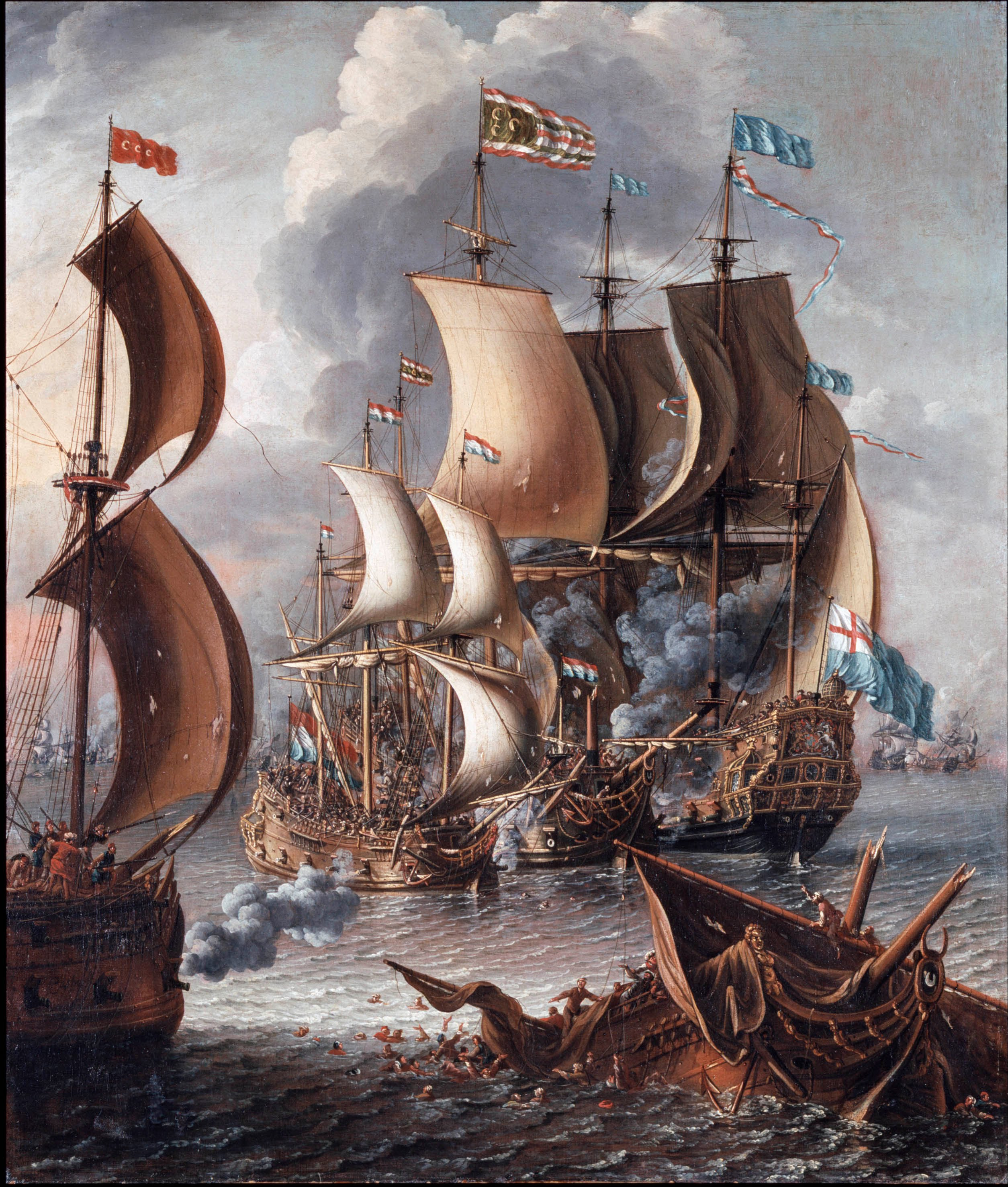
جانب من معركة بحرية بين أسطول الجزائري والأسطول الإنجليزي-الهولندي

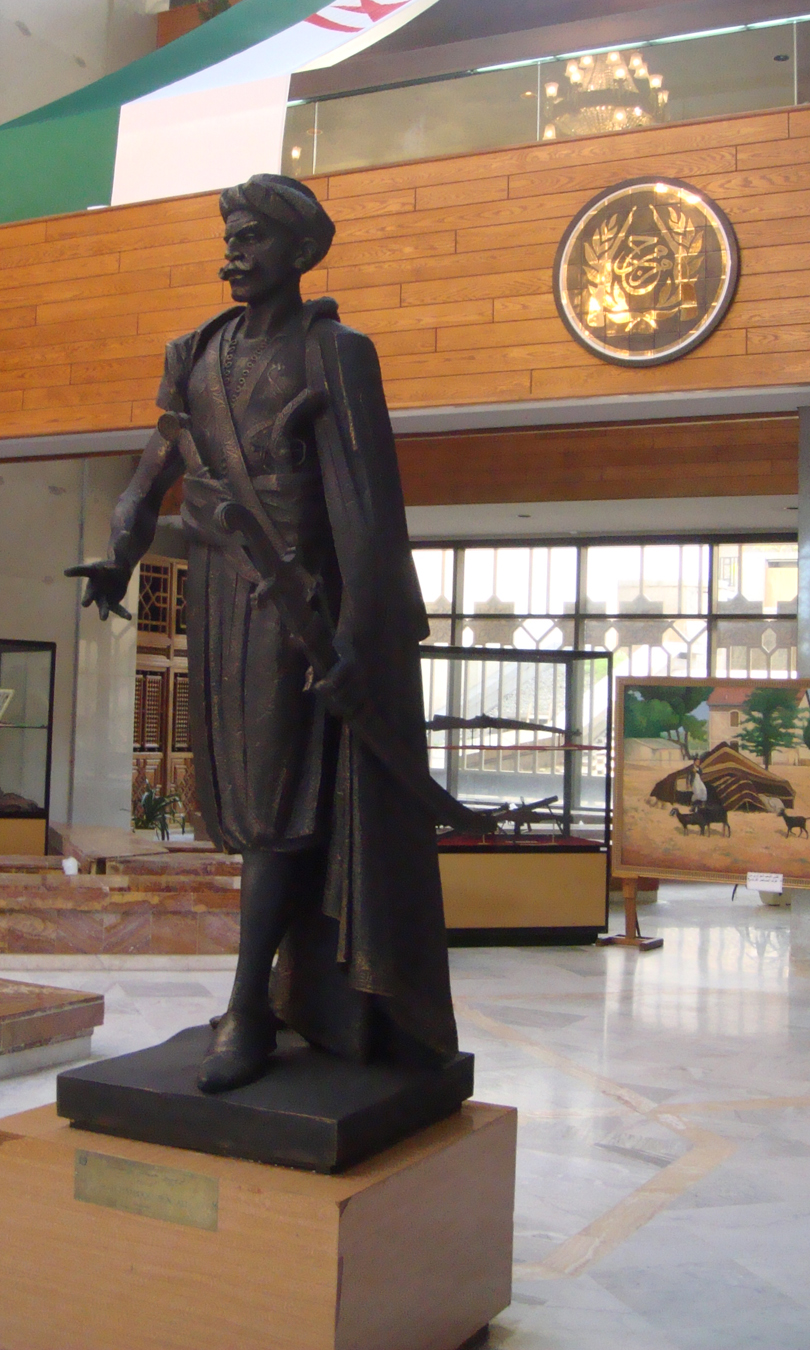
الرايس حميدو بن علي

كانت الحرب البربرية الأولى والثانية سلسلة من الصراعات بين الولايات المتحدة الأمريكية والجزائر الساحل البربري في شمال افريقيا. تحت اشكال طلب القراصنة من السفن البحرية الأمريكية بدفع الجزية في البحر الأبيض المتوسط. وقد دفعت الولايات المتحدة الرسوم وحقوق العبور إلى البحر الأبيض حتى نهاية حرب البربر الثانية.

## الاحتلال الفرنسي

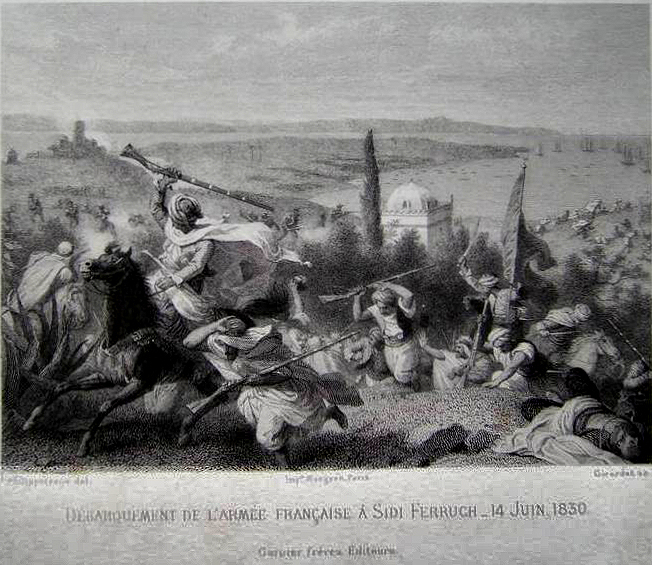
الجيش الجزائري سنة 1830 معركة سيدي فرج

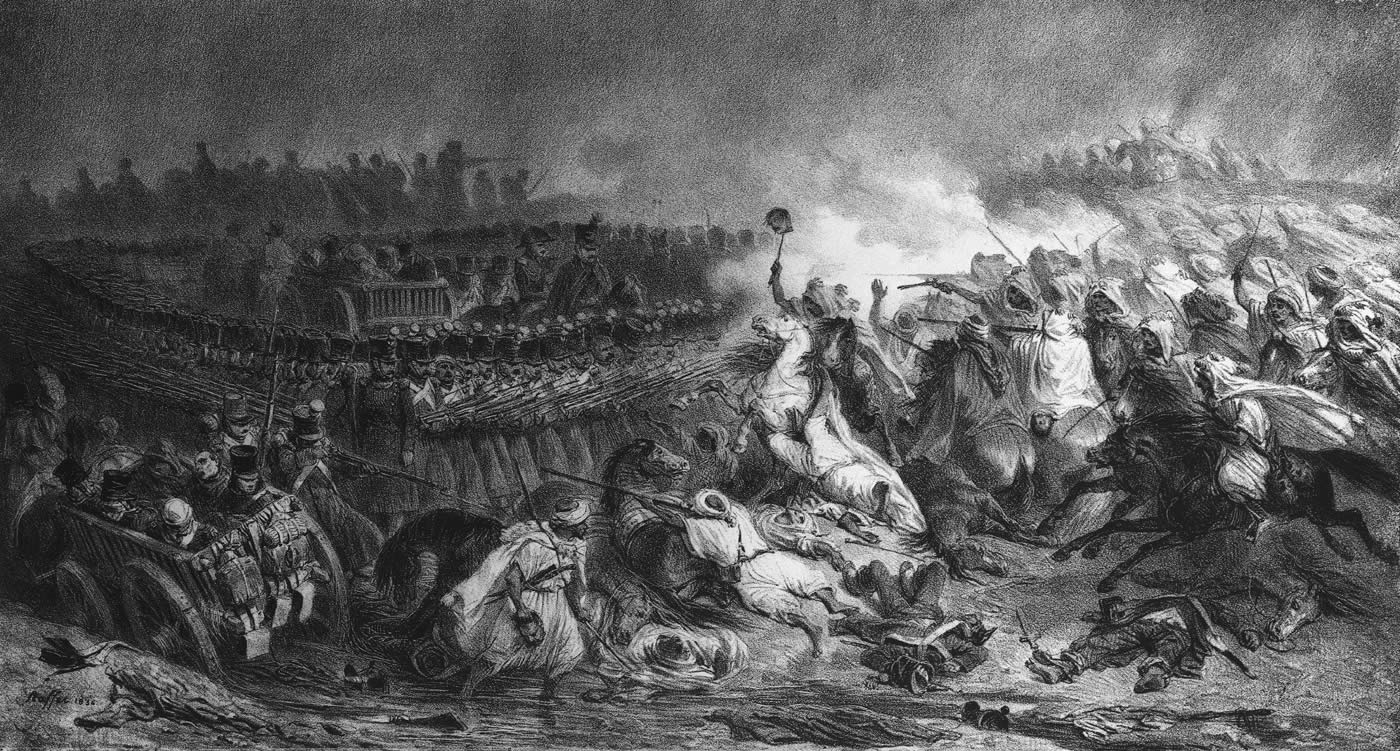
معركة قسنطينة

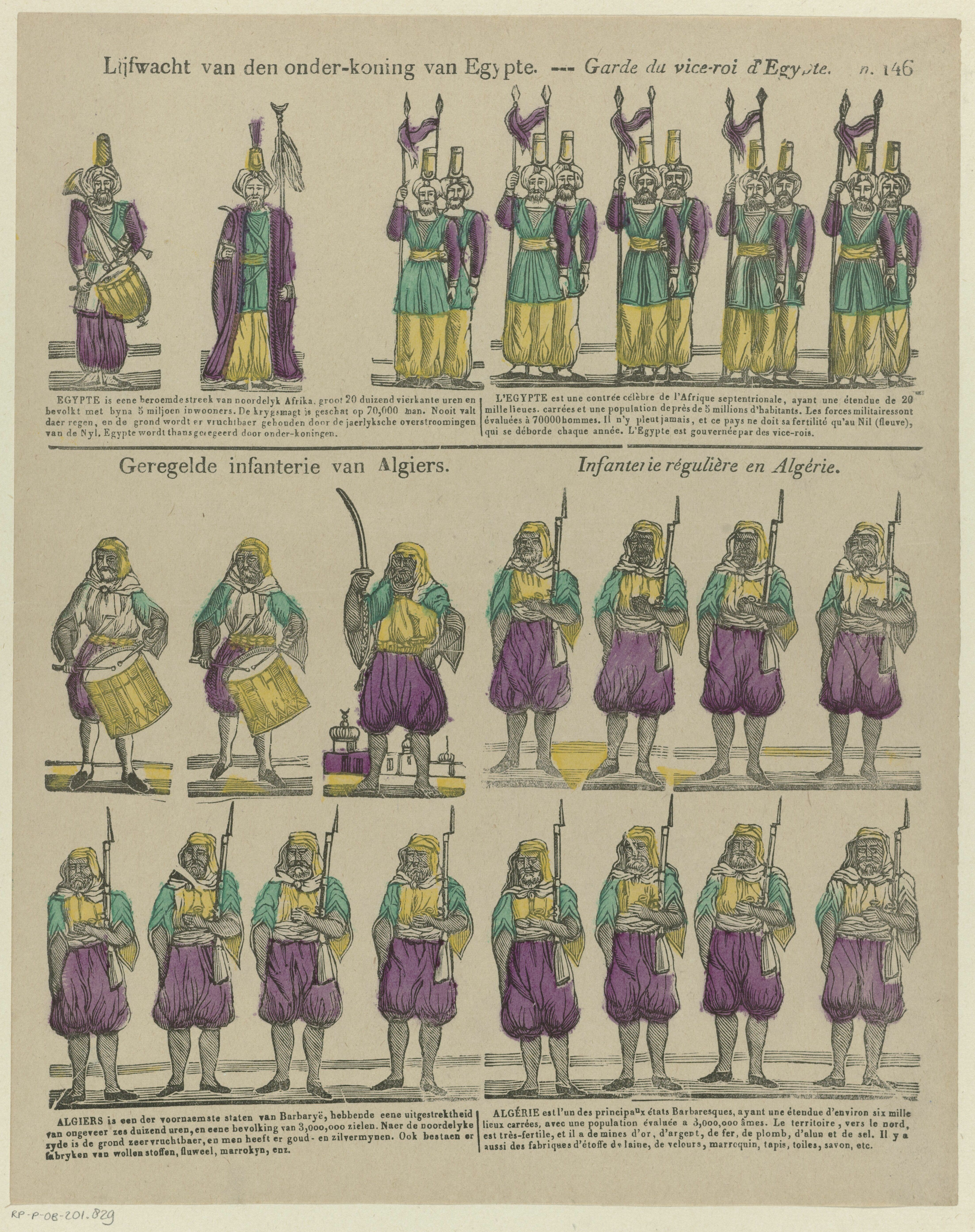

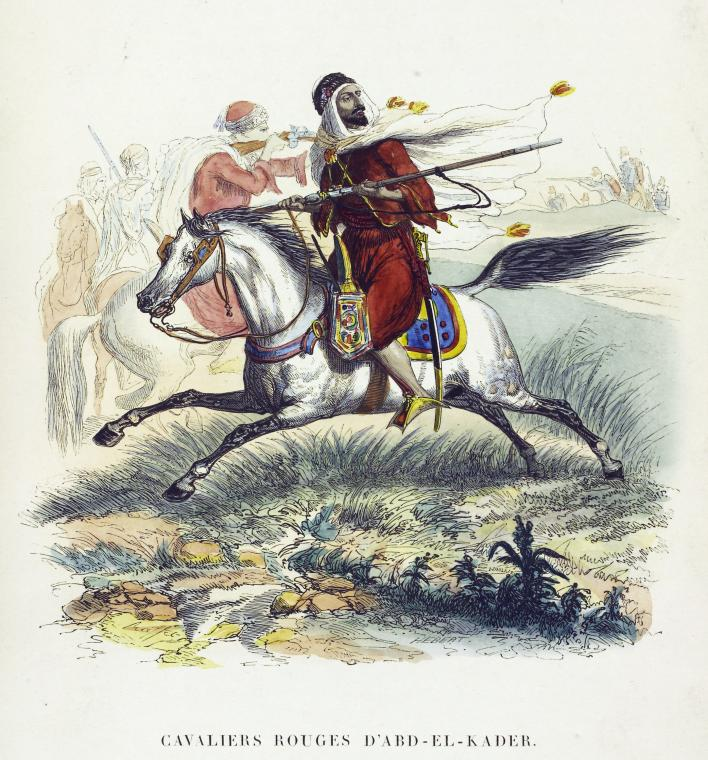
فارس من الجيش الجزائري لالأمير عبد القادر

كان الأمير عبد القادر يرمي إلى هدفين: تكوين جيش منظم وتأسيس دولة موحّدة، وكان مساعدوه في هذه المهمة مخلصون. لقد بذل الأمير وأعوانه جهدًا كبيرا لاستتباب الأمن، فبفضل نظام الشرطة الذي أنشأه قُضِي على قُطّاع الطرق الذين كانوا يهجمون على المسافرين ويتعدّون على الحرمات، فأصبح الناس يتنقّلون في أمان وانعدمت السرقات.

## ثورة التحرير 1954-1962

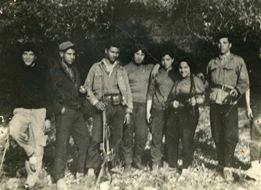
مجاهدي الجيش التحرير الجزائري

اندلعت ثورة التحرير الجزائرية في 1 نوفمبر 1954 ضد الاستعمار الفرنسي الذي احتلّ البلاد منذ سنة 1830 «احتلال دام 132 سنة»، ودامت ثورة التحرير الجزائرية طيلة سبعة سنوات ونصف من الكفاح المسلح والعمل السياسي، وانتهت بإعلان استقلال الجزائر يوم 5 جويلية 1962 بعد أن سقط فيها أكثر من مليون ونصف مليون شهيد جزائري، وذلك ما أعطى الجزائر لقب بلد المليون ونصف المليون شهيد في الوطن العربي.
دارت الحرب بين الجيش الفرنسي والثوار الجزائريين، الذين استخدموا حرب العصابات بصفتها الوسيلة الأكثر ملاءمة لمحاربة قوة جرَّارة مجهزة أكبر تجهيز، خصوصاً وأن الثوار لم يكونوا يملكون تسليحاً معادلاً لتسليح الفرنسيين. استخدم الثوار الجزائريون الحرب البسيكولوجية بصفة متكاملة مع العمليات العسكرية.
كان الجيش الفرنسي يتكون من قوات الكوماندوز والمظليين والمرتزقة متعددة الجنسيات، وقوات حفظ الأمن، وقوات الاحتياط، والقوات الإضافية من السكان الأصليين أو من أطلق عليهم اسم الحركة. حظت قوات جيش التحرير الوطني التابعة للفرع العسكري من جبهة التحرير الوطني على تأييد الشعب الجزائري الكامل، بل والجالية الجزائرية في المهجر، وخاصة في فرنسا.
انتهت الحرب بإعلان استقلال الجزائر في 5 جويلية 1962، وهو نفس التاريخ الذي أعلن فيه احتلال الجزائر في سنة 1830. وقد تلا إعلان الاستقلال الجنرال شارل ديغول عبر التلفزيون، مخاطباً الشعب الفرنسي. جاءَ الاستقلال نتيجة استفتاء تقرير المصير للفاتح من جويلية، المنصوص علية في اتفاقيات إيفيان في 18 مارس 1962، وأعلن على إثره ميلاد الجمهورية الجزائرية في 25 من سبتمبر ومغادرة مليون من الفرنسيين المعمّرين بالجزائر منذ سنة 1830.

### الجيش الوطني الشعبي الجزائري (1962-إلى الآن)

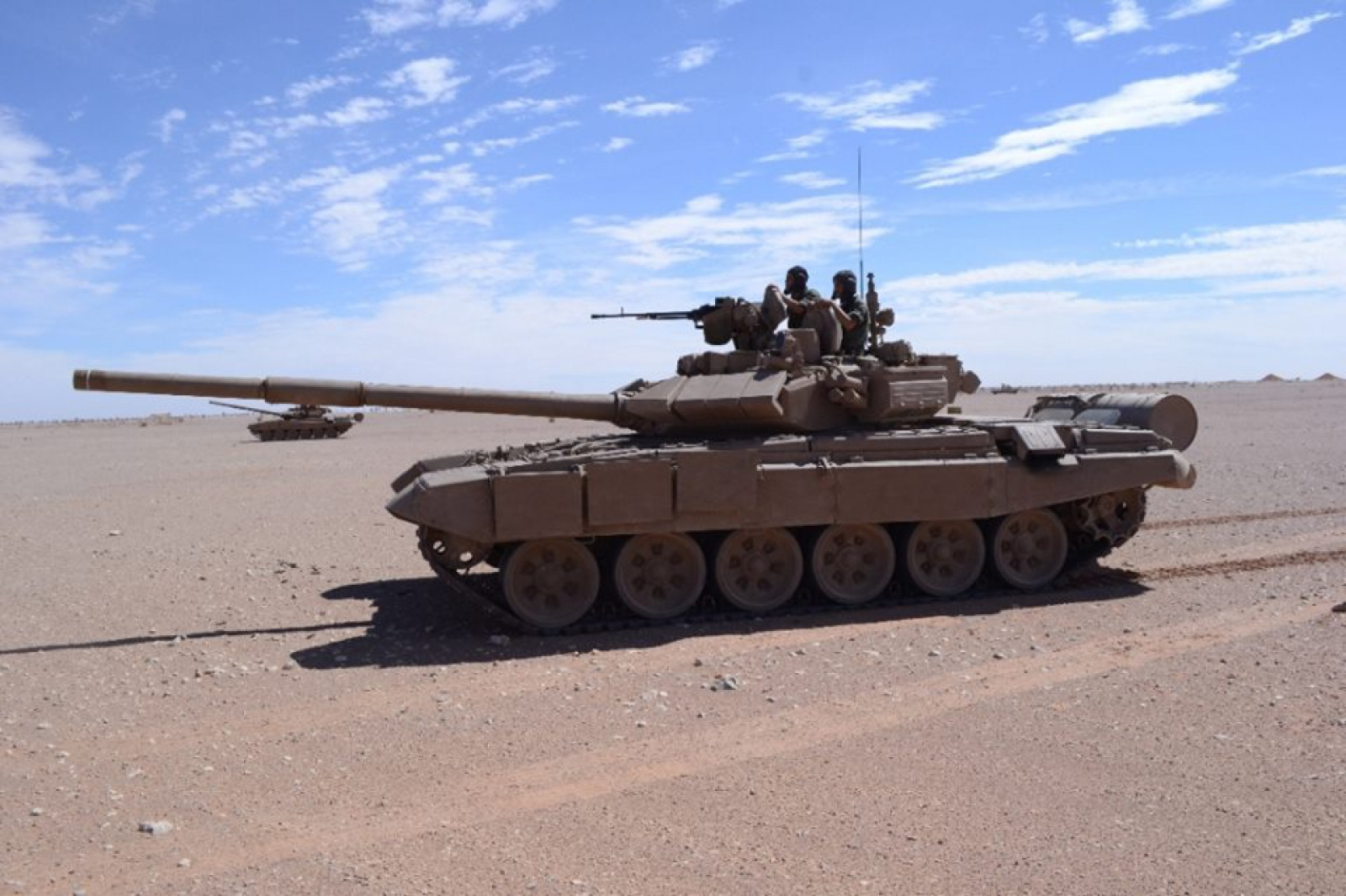
الدبابة تي 90

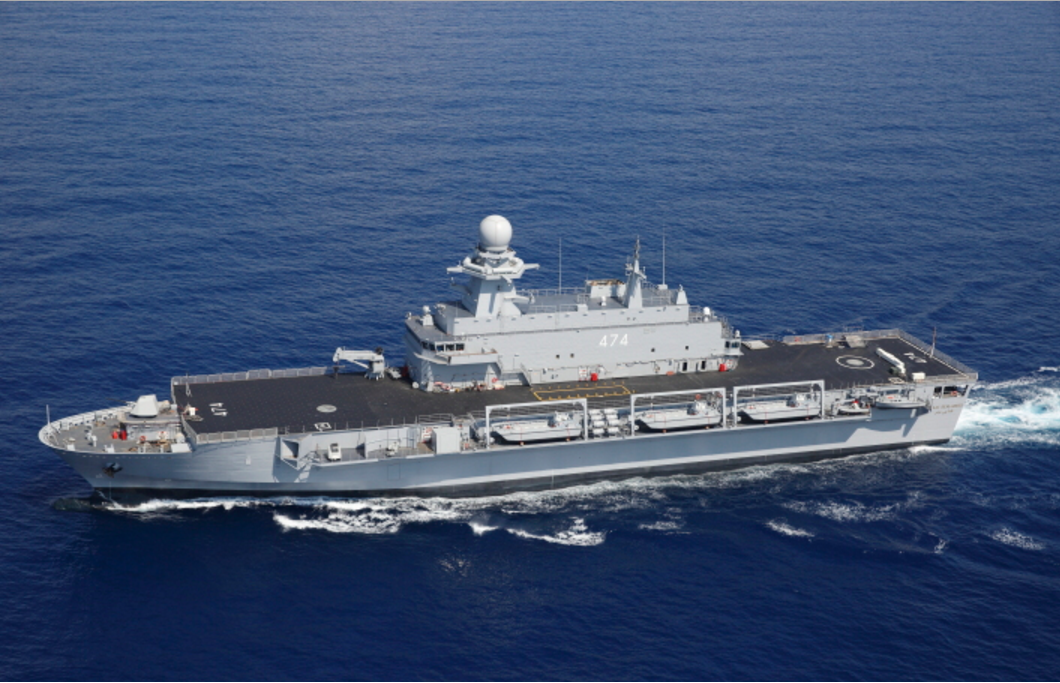
السفينة الحربية قلعة بني عباس

## الجمهورية الجزائرية

### حرب الرمال
في عام 1963 وقعت حرب الرمال بين المغرب والجزائر، بعد أن طالب المغرب بمنطقة تندوف، ودخل حربًا لاسترداد هذا الإقليم الذي لا يزال تحت السيطرة الجزائرية. هناك اتفاقية متعلقة برسم الحدود بين البلدين تم توقيعها بين الطرفين في 15 يونيو 1972.
ومنذ ذلك الحين، ابتعد البلدان عن الاحتكام للسلاح، لكن الأزمات بين البلدين دائمًا حاضرة وإن كانت تحت عناوين مختلفة، والعنوان الدائم منذ 1975 هو نزاع الصحراء الغربية، الذي تسبب بمناوشات عسكرية عام 1976 «معركة امغالا» التي كان نزاع الصحراء سببها. وعادة ما تشهد العلاقات المغربية الجزائرية تصعيدًا سياسيًا ودبلوماسيًا كلما تطرق الحديث عن تسلح أحد من البلدين.

### حرب الستة أيام
ساهم الجيش الوطني الشعبي سليل جيش التحرير الوطني في الحرب العربية الإسرائيلية في أكتوبر 1973، والمسماة بحرب الستة أيام وأبلى بلاءً حسنا في تلك الحرب، حيث كانت الجزائر ثاني دولة من حيث الدعم بعد العراق، فشاركت على الجبهة المصرية بفيلقها المدرع الثامن للمشاة الميكانيكية بتعداد 2115 جندي و812 صف ضباط، و192 ضابط جزائري وأمدت مصر بـ 96 دبابة و32 آلية مجنزرة، و12 مدفع ميدان و16 مدفع مضاد للطيران، وما يزيد عن 50 طائرة حديثة من طراز ميج 21 وميج 17 وسوخوى 7.
بــومـــــــديــن قـــــرّر ربـــــح المعـــــركـــة بعـــد هــــــزيمـــة 1969.
شاركت جميع الدول العربية تقريبا في حرب 1973 طبقاً لاتفاقية الدفاع العربي المشترك، لكنها كانت مشاركة رمزية عدا سوريا والعراق والجزائر، التي كان جنودها يشاركون بالفعل مع المصريين في الحرب بحماس وقوة على جبهة القتال، حيث قال الرئيس المصري الراحل أنور السادات، «إن جزء كبير من الفضل في الانتصار الذي حققته مصر في حرب أكتوبر بعد الله عزوجل يعود لرجلين اثنين هما الملك فيصل بن عبد العزيز عاهل المملكة العربية السعودية، والرئيس الجزائري هواري بومدين، حسب تصريحات ابنته كاميليا في إحدى الفضائيات المصرية».
اتصل الرئيس بومدين بالسادات مع بداية حرب أكتوبر، وقال له إنه يضع كل إمكانيات الجزائر تحت تصرف القيادة المصرية، وطلب منه أن يخبره فوراً باحتياجات مصر من الرجال والسلاح، فرد السادات أن الجيش المصري في حاجة إلى المزيد من الدبابات وأن السوفييت يرفضون تزويده بها، وهو ما جعل بومدين، يطير إلى الاتحاد السوفييتي ويبذل كل ما في وسعه، بما في ذلك فتح حساب بنكي بالدولار، لإقناع الاتحاد السوفياتي بالتعجيل بإرسال السلاح إلى الجيشين المصري والسوري.
وهّدد بومدين القيادة السوفيتية قائلا: «إن رفضتم بيعنا السلاح فسأعود إلى بلدي، وسأوجه خطابا للرأي العام العربي أقول فيه بأن السوفييت يرفضون الوقوف إلى جانب الحق العربي، وأنهم رفضوا بيعنا السلاح في وقت تخوض فيه الجيوش العربية حربها المصيرية ضد العدوان الإسرائيلي المدعم من طرف الامبريالية الأمريكية»، ولم يغادر بومدين موسكو حتى تأكد من أن الشحنات الأولى من الدبابات قد توجهت فعلا إلى مصر.
ويقول دافيد اليعازر، رئيس الأركان الصهيوني، الذي شاهد أول هزيمة لكيانه، واتهم بالقصور والتردد، وتمت إقالته في تصريح نشرته صحيفة «معاريف» العبرية بتاريخ 29 أكتوبر 1973، وجاء فيها حرفيا: «لست مسؤولا عن هزيمة صنعها قادة إسرائيل الأغبياء، استهانوا بالقوات العربية المحتشدة على الجبهتين الشمالية والجنوبية، ما حدث لقواتنا كان نتيجة للاستهانة والاستهتار بعدد وعتاد الوحدات الجزائرية».
وأضاف: «لقد توقع شارون المغرور أن، الجزائريين بأسلحتهم البدائية سيفرون بمجرد رؤية دباباته، لكنهم نصبوا له الفخ، فخسرنا في يوم واحد 900 قتيل من أفضل رجالنا وفقدنا 172 دبابة».

### حرب أكتوبر
دور الجزائر في حرب أكتوبر 73 . كانت الجزائر من أوائل الدول التي ساعدت المصريين في حرب أكتوبر 1973 وقد شاركت بالفوج الثامن للمشاة الميكانيكية. كان الرئيس الجزائري الراحل هواري بومدين قد طلب من الاتحاد السوفياتي شراء طائرات وأسلحة لارساله إلى المصريين عقب وصول معلومات من جاسوس جزائري في أوروبا قبل الحرب مفادها أن إسرائيل تنوي الهجوم على مصر وباشر اتصالاته مع السوفيات لكن السوفياتيين طلبوا مبالغ ضخمة فما كان على الرئيس الجزائري إلى أن أعطاهم شيك فارغ وقال لهم أكتبوا المبلغ الذي تريدونه. وهكذا تم شراء الطائرات والعتاد اللازم ومن ثم إرساله إلى مصر. وهذه بعض إحصائيات لما قدمته الجزائر لهذه الحرب التي كانت هي ثاني دولة من حيث الدعم للحرب. الوحدات: 3 فيالق دبابات فيلق مشاة ميكانيكية فوج مدفعية ميدان فوج مدفعية مضادة للطيران 7 كتائب للإسناد التعداد البشري: 2115 جندي 812 ضابط صف 192 ضابط.
العتاد البري: 96 دبابة 32 آلية مجنزرة 12 مدفع ميدان 16 مدفع مضاد للطيران
الجوي: سرب من طائرات ميغ 21 سربان من طائرات ميغ 17 سرب من طائرات سوخوي مجموع الطائرات: حوالي 50 طائرة.

### الحرب على الإرهاب
مهّد إلغاء الجيش للانتخابات التشريعية لسنة 1992، التي فازت بها الجبهة الإسلامية للإنقاذ، لدخول الجزائر إلى متاهة حرب طاحنة ضد الإرهاب. فقد تشكلت جماعات مسلحة متعددة أعلنت الحرب على الجيش. وتصدى لها الأخير بيد من حديد.
«كانت المقاربة في بداية الأزمة أمنية بالدارجة الأولى، تتمثل في القضاء النهائي على الإسلاميين. تزعّم هذه المقاربة تيار من القائمين على النظام والجيش في الجزائر، أطلق عليه التيار الاستئصالي، وتبنى أصحابه فكرة الكُل الأمني (تعبير استخدم في الجزائر في إشارة إلى المقاربة الأمنية المطلقة) في التعامل مع ملف الجبهة الإسلامية للإنقاذ».
مع وصول اليمين زروال إلى رئاسة الجمهورية، في مستهل سنة 1994، بدأت تغيرات طفيفة في مقاربة الجزائر بالتعامل مع ملف الإرهاب. وانطلق حوار متعثر مع جبهة الإنقاذ، التي ظلت دائماً تنفي تأييدها للعمليات الإرهابية.
«دخل زروال في حوار مع الجبهة. كان يتحاور مع قادتها السياسيين في السجن، عباسي مدني وعلي بلحاج. وفي الوقت نفسه، مع المدني مزراق أمير الجيش الإسلامي للإنقاذ في جبال جيجل (جناح الجبهة المسلح). كان الهدف هو الحصول على طلب موجه من الشيوخ الموجودين في السجن إلى مدني مزراق بإيقاف الأعمال العسكرية».
مع بداية سنة 1995، وبهدف إقصاء الدعم عن الجماعات المسلحة، فتح اليامين زروال الباب أمام عودة مقاتليها إلى الحياة العادية. فصدر ما سمي حينها بـ«قانون الرحمة». وهو أمر رئاسي أسقط المتابعة القضائية عن المسلحين الذين يسلمون أنفسهم للسلطات، شريطة ألّا يكونوا متورطين في أعمال دم. ومعه في نفس اليوم (25 شباط/فبراير) أمر رئاسي ثان حول جرائم الإرهاب، ألغى المحاكم الخاصة بالإرهاب وحول جميع القضايا إلى محكمة الجنايات.
وتبقى أهم نقطة في المقاربة الجزائرية في التعامل مع الإرهاب هو الوصول إلى اتفاق مع الجيش الإسلامي للإنقاذ، انتهى بإعلان التنظيم المسلح هدنة سنة 1997. أيد الرئيس الجديد عبد العزيز بوتفليقة الاتفاق بمجرد انتخابه في نيسان/أبريل 1999.
كان «الاتفاق بين الجيش الجزائري والجيش الإسلامي للإنقاذ موجوداً. بعد خروج اليمين زروال من السلطة، جاء بوتفليقة ووافق عليه وأعطاه الشرعية».
أعلن بوتفليقة عن قانون «استعادة الوئام المدني»، كصيغة سياسية للاتفاق الموقع بين الجيش وبعض المسلحين.
أعفى القانون الجديد من المتابعة القضائية المسلحين الذين لم يتورطوا بجرائم دم، فيما وعد المتورطين بأحكام مخففة.
وفي 13 كانون الثاني/يناير 2000، أتبع بوتفليقة قانون الوئام المدني بإصدار عفو عام عن مقاتلي الجيش الإسلامي للإنقاذ. فعاد الآلاف منه، ومن غيره من التنظيمات، إلى الحياة العادية. مكنت هذه المقاربة الجزائر من ضمان إلقاء أكثر من 15 ألف مقاتل من جميع الفصائل السلاح بين سنتي 1999 و2013.
بعد ست سنوات على الوئام المدني، أعلن الرئيس الجزائري عن «ميثاق السلم والمصالحة الوطنية»، والذي طرح للاستفتاء.
«كانت المصالحة الوطنية لسنة 2006 تكميلا للوئام المدني. كنا في الحقيقة حينها انتهينا من موضوع الإرهاب منذ 1999 تقريباً».
سعى الميثاق إلى تجاوز عثرات الوئام المدني، فأدرج، بشكل أعمق، ملف السجناء (لم يشملهم العفو الرئاسي العام عن مقاتلي جيش الإنقاذ) والمفقودين الذي اعتبرهم «ضحايا المأساة الوطنية».
وفي خطوة أخيرة تؤكد نية بوتفليقة إقفال الملف نهائياً، أدرج ميثاق سنة 2006 الدولة الجزائرية نفسها ضمن الأطراف المعنية بالمصالحة، لكن دون إدانتها.
فرغم إقراره بالتجاوزات الفردية، رفض الميثاق «الادعاءات الرامية إلى تحميل الدولة الجزائرية مسؤولية ظاهرة مقصودة ومبيت لها... كما أن شرف قوى الأمن الذين شكلوا درعاً حقيقياً في مقاومة الإرهاب لا يمكن أن تشوه سمعتهم من خلال تصرفات فردية».

## الجــيش الوطــني الشعــبي ومهام حفظ السلم والأمـن الأممــيين
لقد استدعي الجيش الوطني الشعبي تحت إشراف هيئة الأمم المتحدة، وفي إطار مهام حفظ السلم للمشاركة في عمليات مختلفة في العديد من دول العالم نلخصها فيما يلي:

### البعثة الأممية الأولى للتحقيق في أنغولا
شارك ممثلوا الجيش الوطني الشعبي في هذه البعثة الأممية ابتداء من جانفي 1989 إلى غاية 25 ماي 1991 بأنغولا.
وقد تمثلمت مهمة هذه البعثة في مراقبة إعادة انتشار القوات الكوبية في الشمال واسحابها بصفة تدريجية وشاملة من التراب الأنغولي وفقا للجدول المتفق عليه بين انغولا وكوبا. وقد وفقت البعثة الأممية الأولى في أداء المهمة الموكلة إليها.

### البعثة الأممية الثانية للتحقيق في أنغولا
شارك ممثلو الجيش الوطني الشعبي أيضا في هذه البعثة التي امتدت مهمتها من ماي 1991 إلى غاية فيفري 1995. وتمثلت مهمتها في مراقبة الالتزامات المبرمة بين الأطراف الأنغولية المتصارعة والمتعلقة بوقف إطلاق النار ومراقبة سير الانتخابات بالمنطقة وفقا للإتفاقيات بين الحكومة الأنغولية وحركة يونيتا «الاتحاد الإفريقي من أجل استقلال أنغولا التام».

### البعثة الأممية الثالثة للتحقيق في أنغولا
أدت البعثة المذكورة مهمتها في أنغولا في الفترة ما بين فيفري 1995 إلى جوان 1997، كان هدفها التوسط بين الحكومة النغولية وحركة «يونيتا» من أجل ضمان إستتباب الأمن وتحقيق المصالحة الوطنية على أساس إتفاقيات «باز» المبرمة في 31 ماي 1991، وبروتوكول «لوزاكا» المبرم في 20 نوفمبر 1994 وكذا بعض قرارات مجلس الأمن وتتمثل مهاه البعثة في النقاط التالية:
- توفير الدعم والعون للأطراف الأنغولية.
- المراقبة والتحقق من انتشار الإدارة العمومية عبر التراب الأنغولي وتدعيم مسار المصالحة الوطنية.
- الإشراف، المراقبة والتحقق من سحب القوات وكذا مراقبة وقف إطلاق النار.
- التدقيق في المعلومات المتحصل عليها من طرف الحكومة وحركة «يونيتا» المتعلقة بالقوات وتحركاتها.
- الإشراف على جمع وتخزين الأسلحة الموجودة بحوزة «يونيتا».
- تجريد المدنيين من السلاح.
- تنسيق وتسهيل وتدعيم الأعمال الإنسانية المتعلقة مباشرة بمسار السلام.
- تدعيم، ومراقبة المسار الانتخابي في أنغولا.

### البعثة الأممية بهايتي
أدت البعثة الأممية مهامها في هايتي من سبتمبر 1993 إلى غاية جوان 1996. وقد أنشئت هذه البعثة في البداية من أجل المساهمة في تطبيق مضمون الإتفاق المبرم بين الأطراف الهايتية في 3 جويلية 1993. كلفت هذه البعثة بالمساهمة في عصرنة القوات الهايتية وتوفير الظروف الملائمة لذلك.

### بعثة الدعم الأممي
أدت البعثة مهمتها في هايتي بين جويلية 1997 قصد تدعيم التزام الحكومة الهايتية بالحفاظ على اللأمن والإستقرار بغية تطوير الكفاءات المهنية للشرطة وتعزيز المؤسسات والنهوض بالاقتصاد الهايتي.

### البعثة التحضيرية الأممية بكمبوديا
أرسلت البعثة الأممية إلى كمبوديا بين أكتوبر 1991 ومارس 1992 وتمثلت في مساعدة الأطراف الكمبودية الأربعة في المحافظة على وقف إطلاق النار خلال المرحلة التي سبقت إنشاء ونشر السلطة المؤقتة للأمم المتحدة في كمبوديا، كما باشرت تنظيم حملات تحسيسية لفائدة المجتمع المدني حول أخطار الألغام.

### السلطة المؤقتة الأممية في كمبوديا
شارك ممثلوا الجيش الوطني الشعبي في هذه البعثة الأممية تمت هذه المهمة في كمبوديا بين فيفري 1992 وسبتمبر 1993 وتمثلت مهامها في ضمان تطبيق الإتفاق المتعلق بالتسوية السياسية الشاملة للنزاع الذي أبرم في باريس بتاريخ 23 أكتوبر 1991. كما كلفت هذه البعثة أيضا بالمسائل المتعلقة بحقوق الإنسان وتنظيم وتسيير انتخابات عامة حرة ونزيهة، وكذا المسائل العسكرية والإدارة المدنية وحفظ النظام.
إعادة المبعدين واللاجئين الكمبوديين إلى الوطن وإسكانهم والنهوض بالمؤسسات الأساسية للبلاد خلال المرحلة الانتقالية.

## المستجدات (منذ سنة 2001)
- حرب الساحل
- الصراع في شمال مالي
- الحرب على الإرهاب

## روابط خارجية
- تاريخ الجزائر العسكري في الموقع الرسمي للجيش